# Hội chứng sợ lỗ

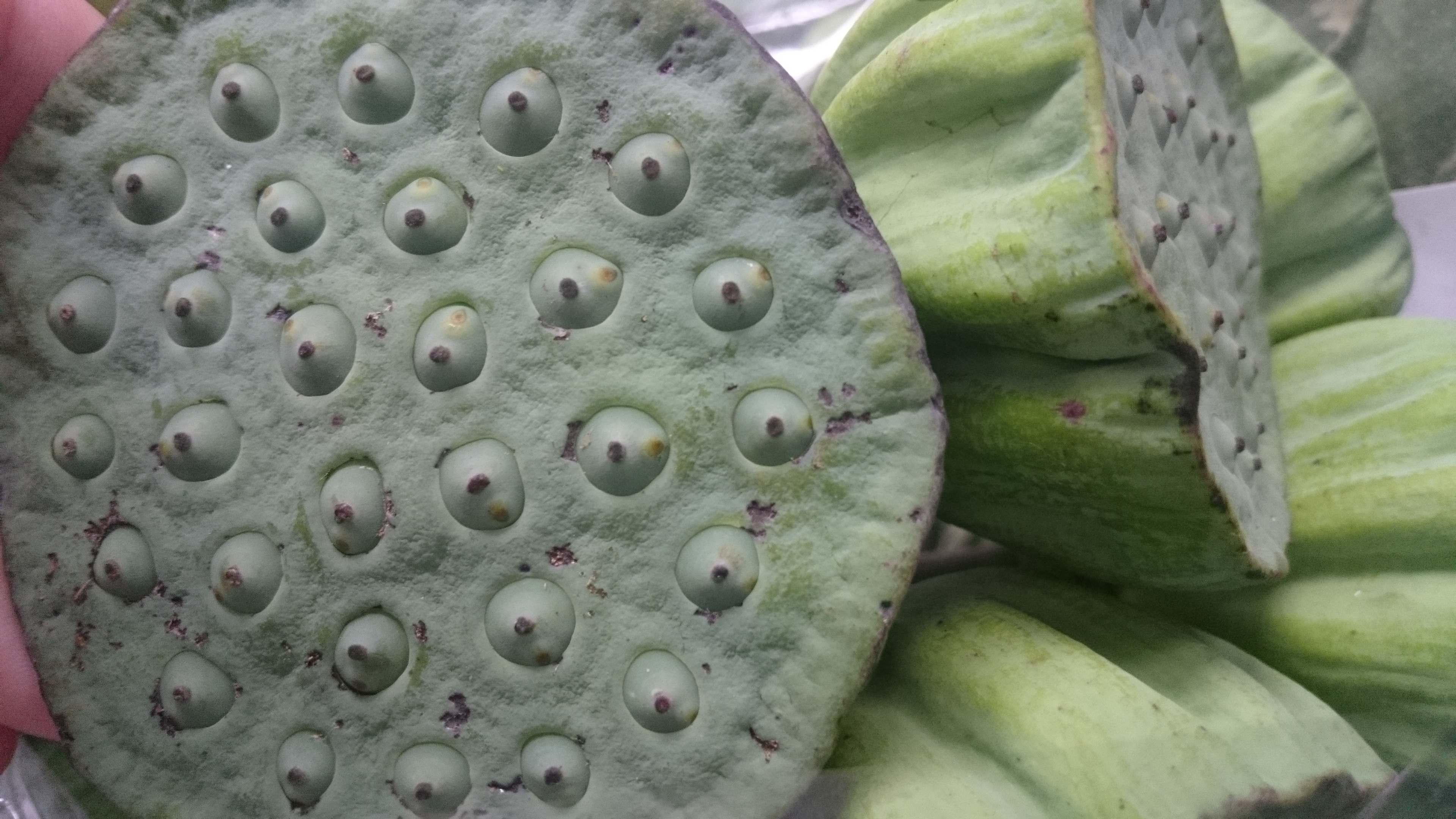
Các lỗ ở đài sen bị cho là tạo cảm giác ghê sợ cho một số người. Tuy nhiên đây chỉ là mức độ rất nhẹ.

Hội chứng sợ lỗ (có tên khoa học là Trypophobia) là một hội chứng ám ảnh khi ta quan sát các vật có lỗ nhỏ hoặc vết thâm, được đề xuất lần đầu tiên tại một diễn đàn trực tuyến năm 2005. Nó không được chính thức công nhận là rối loạn tâm thần, nhưng có thể thuộc phạm vi rộng của ám ảnh cụ thể nếu sợ hãi có liên quan và nỗi sợ hãi quá mức và đau khổ.
Mọi người chỉ có thể thể hiện ghê tởm hoặc cả sợ hãi và ghê tởm đối với hình ảnh cố chấp. Từ này bắt nguồn từ tiếng Hy Lạp là τρύπα, trýpa nghĩa là "lỗ" và φόβος, phóbos , một danh pháp chung cho các hội chứng "sợ hãi".
Mọi người chỉ có thể thể hiện ghê tởm hoặc cả sợ hãi và ghê tởm đối với hình ảnh cố chấp.

## Đặc điểm
Những người bị hội chứng này nói rằng họ thấy nổi da gà, cảm giác ghê rợn, ám ảnh, sợ hãi, buồn nôn, chóng mặt khi nhìn thấy hình ảnh có nhiều lỗ tròn hoặc nhóm các lỗ tròn, ví dụ như tổ ong, bát sen, lỗ đục trên thân cây, các hình xăm lỗ trên cơ thể người, trái cây, bong bóng...
Gepff Cole, một nhà tâm lý học tại Đại học Essex, cho biết trong một nghiên cứu, ông và các đồng nghiệp đã phát hiện ra rằng 16% người tham gia có dấu hiệu của Trypophobia.
Để điều tra sinh vật độc hại có thể gây ra nỗi ám ảnh, Cole và các đồng nghiệp đã phân tích hình ảnh của bạch tuộc xanh vây, rắn hổ mang, nhện… Phản ứng tạo thành hiện tượng Trypophobics theo các nhà nghiên cứu có thể là một tác dụng phụ của một sự thích nghi tiến hóa để tránh động vật độc hại. Trong các nghiên cứu của mình, ông đã tìm ra nỗi ám ảnh dựa trên một phản ứng của vỏ não có liên quan đến khả năng tự vệ trước những hình ảnh nguy hiểm.
"Có một bản năng bẩm sinh tiến hóa giúp cảnh giác với những thứ có thể làm hại chúng ta", Cole nói.
Xuất hiện lần đầu vào năm 2005, hội chứng này thoạt đầu không được y học công nhận là một chứng bệnh. Tuy nhiên, rất nhiều người cho biết họ cảm thấy thực sự sợ hãi trước những cái lỗ. Nhiều trường hợp nổi da gà, loạn nhịp tim, thậm chí thấy khó thở.
Và rồi qua một số nghiên cứu, các nhà khoa học đã xác định được nguyên nhân khiến chỉ một số người mắc phải hội chứng kỳ lạ này: do não bộ bị quá tải.
Cụ thể hơn, theo Paul Hibbard - giáo sư tâm lý thuộc ĐH Essex (Anh), những hình ảnh thủng lỗ chỗ có kết cấu có thể nói là rất khó chịu, khiến cho khu vực chịu trách nhiệm phân tích thông tin thị giác không làm việc hiệu quả được.
Vậy là để có thể xử lý thông tin, não bộ sẽ yêu cầu nhiều oxy hơn. Tuy nhiên đối với một số người, việc yêu cầu quá nhiều oxy sẽ khiến não bị quá tải, còn cơ thể phản ứng lại bằng các cảm giác như chóng mặt, buồn nôn... để buộc những người này không tiếp tục nhìn nữa.
Các nhà khoa học hiện vẫn đang tiếp tục nghiên cứu thêm về cơ chế gây nên hội chứng này. Bước đầu, lý do được xác định là vì quá trình tiến hóa, khi hình ảnh lỗ thủng cũng cho cảm giác tương tự như khi nhìn thấy mốc trên thức ăn.
Cảm giác không thoải mái khi nhìn những vật có hình dạng như vậy cho phép con người chúng ta tránh xa những thực phẩm có tiềm năng gây nhiễm độc.